# Jonathan Power
Jonathan Power, född 4 juni 1941 i North Mymms, England, är en internationellt känd journalist, författare och filmare, baserad i Lund. 
Power är mest känd för sin veckokolumn om utrikesfrågor i International Herald Tribune och The New York Times.
Jonathan Power har varit kolumnist i internationella utrikesfrågor i över 40 år, och har intervjuat över 70 av världens mest kända och inflytelserika presidenter, premiärministrar, politiska och litterära ikoner.